# Clodomiro Landeo
Clodomiro Landeo (Apurímac, Perú) es un periodista, presentador, locutor de radio y conferencista peruano.

## Biografía
Landeo, nacido en el distrito de Chalcos, Ayacucho, tiene 17 años de labor en Radio Nacional del Perú.  Es conocido por ser uno de los conductores del programa Ñuqanchik, primer noticiero en quechua de la televisión pública peruana TV Perú. Debido a ello, la inauguración del Ñuqanchik generó mucha expectativa tanto en la prensa nacional como internacional. El programa está dirigido a los casi millones de peruanos que, según indica la productora Carol Ruiz "hoy sienten que son escuchados, que sus voces importan, que sus costumbres son revaloradas y que con, un noticiero de este tipo, se les ofrece un mundo nuevo por conocer".
Desde 2017, Landeo ha sido parte de las transmisiones de Fiestas Patrias en lenguas indígenas en TV.

## Reconocmientos
Junto al equipo de Ñuqanchik, Landeo ha recibido el Premio Creatividad empresarial.